# Abd al-Malik
Abd al-Malik bin Marwan (646-705) là khalip thứ năm của nhà Omeyyad. Ông sinh ra ở Mecca (Ả Rập Saudi) và lớn lên ở Medinah (Ả Rập Saudi). Abd al-Malik là một vị hoàng đế học rộng và tài ba, đánh bại được các đạo quân nổi dậy. Nhà nghiên cứu Bin Khaldum ghi nhận:
Dưới triều đại ông, nhiều tác phẩm có giá trị được dịch sang ngôn ngữ Ả Rập, thành lập một hệ thống tiền tệ mới. Ông gây chiến với hoàng đế Justinian II của Đế quốc Byzantine, và vào năm 692 đạo quân của khalip đánh bại đạo quân kết hợp giữa người Byzantine và Slavơ trong trận Sebastopolis ở Tiểu Á. Ngoài ra, ông thực hiện nhiều cải cách về nông nghiệp và thương nghiệp.
Ông cho xây dựng thánh đường Dome of the Rock ở Jerusalem, nhưng phần lớn thành phố này đã bị tàn phá nặng nề khi đạo quân của Abd al-Malik đàn áp cuộc nổi dậy tại đây.